# Wiktor Michailowitsch Mossolow
Wiktor Michailowitsch Mossolow (russisch Виктор Михайлович Мосолов; * 24. Oktober 1954 in Schukowski, Oblast Moskau, RSFSR, UdSSR; † 13. Juni 1996 ebenda, Russische Föderation) war ein russischer Politiker.

## Biographie
Mosolow absolvierte 1988 das Moskauer Institut für Radiotechnik, Elektronik und Automatisierung.
Im Dezember 1995 wurde er zum Bürgermeister der Stadt Schukowski bei Moskau gewählt.
Am 13. Juni 1996 wurde Mosolow unweit seiner Wohnung in Schukowski durch zwei Schüsse getötet. Sein Mord bleibt bisher ungeklärt.